# شای-رک
شای-رک (انگلیسی: Chi-Raq)یک فیلم طنز موزیکال درام به کارگردانی و تهیه‌کنندگی اسپایک لی است که در سال ۲۰۱۵ منتشر شد. داستان فیلم در شهر شیکاگو واقع شده و خشونت گروه‌های خلافکاری در بعضی محلات این شهر را به تصویر می‌کشد. فیلم‌نامه بر اساس نمایش‌نامهٔ یونانی لیسیستراتا نوشتهٔ آریستوفان نوشته شده‌است.